# Maechidius ater
Maechidius ater är en skalbaggsart som beskrevs av Waterhouse 1875. Maechidius ater ingår i släktet Maechidius och familjen Melolonthidae. Inga underarter finns listade i Catalogue of Life.